# Vincenzo Crescini
Vincenzo Crescini, född 1857 i Padua, död där 1932, var en italiensk romanist.
Crescini var professor i Padua, och utgav ett flertal värdefulla avhandlingar på de romanska litteraturernas område, särskilt inom provensalskans område.